# José Sinval de Campos
José Sinval de Campos, más conocido como Sinval (Bebedouro, São Paulo; 6 de abril de 1967), es un exfutbolista brasileño que jugaba como mediapunta y delantero. Actualmente es el técnico interino del Servette Football Club Genève de Suiza.

## Biografía
Sinval inició su carrera futbolística en las categorías inferiores del Associação Atlética Ponte Preta; se hizo conocido por sus habilidades de desmarque y regate e incluso fue convocado por la selección brasileña sub-21. En un torneo internacional llamó la atención de Jean-Marc Guillou, entrenador del Servette de Ginebra, que consiguió ficharlo en 1986.
En el Servette permaneció nueve temporadas, destacó como uno de los futbolistas más técnicos del país y aunque su trayectoria internacional se truncó, ayudó al conjunto ginebrino para ganar el campeonato de 1993-94. En 1995 fue fichado por el Club Polideportivo Mérida, un recién ascendido de la Primera División de España en el que permaneció cinco temporadas, disputó 190 partidos y marcó 23 goles en liga. Cuando el club emeritense desapareció, se fue en 2001 al mexicano Club de Fútbol Pachuca. Pero allí permaneció poco tiempo y al cabo de unos meses regresó a Ginebra, donde colgó las botas en las filas del Étoile Carouge.
Entre 2005 y 2006 volvió a jugar al fútbol en el Mérida Unión Deportiva, en Segunda División B.
En el verano de 2010, Sinval tuvo un accidente cerebrovascular del que se recuperó favorablemente. Un año después, fue contratado por el Servette para formar parte del cuerpo técnico.

## Trayectoria
| Club                          | País   | Año         |
| ----------------------------- | ------ | ----------- |
| Servette Football Club Genève | Suiza  | 1986 - 1995 |
| Club Polideportivo Mérida     | España | 1995 - 2000 |
| Club de Fútbol Pachuca        | México | 2001        |
| Étoile Carouge F. C.          | Suiza  | 2001 - 2003 |
| Mérida Unión Deportiva        | España | 2005 - 2006 |

## Palmarés
| Título                     | Club                          | País   | Año     |
| -------------------------- | ----------------------------- | ------ | ------- |
| Super Liga Suiza           | Servette Football Club Genève | Suiza  | 1993-94 |
| Segunda División de España | Club Polideportivo Mérida     | España | 1996-97 |